# 黑土河镇
黑土河镇，是中华人民共和国贵州省毕节市威宁彝族回族苗族自治县下辖的一个乡镇级行政单位。
2015年12月8日，贵州省人民政府批复同意撤销黑土河乡建制，设置黑土河镇，撤乡设镇后行政区域和政府驻地不变。

## 行政区划
黑土河镇下辖以下地区：
黑土河村、新田村、爱华村、新华村、中坝村、坪山村、半坡村、海戛村、白么村、水塘村、高山村和落开村。